# Championnats du monde de side-car cross de 2025
Les Championnats du monde de side-car cross 2025 sont composés de 10 épreuves, se déroulant dans 10 lieux différents,.

## Épreuves
| Épreuves     | Épreuves                       | Épreuves     | Épreuves     | Épreuves     |
| ------------ | ------------------------------ | ------------ | ------------ | ------------ |
| Date         | Lieu                           | Or           | Argent       | Bronze       |
| 4 mai        | Oss, Pays-Bas                  | Pays inconnu | Pays inconnu | Pays inconnu |
| 11 mai       | Kramolincz, République tchèque | Pays inconnu | Pays inconnu | Pays inconnu |
| 25 mai       | Foxhill, Angleterre            | Pays inconnu | Pays inconnu | Pays inconnu |
| 08 juin      | Brou, France                   | Pays inconnu | Pays inconnu | Pays inconnu |
| 15 juin      | Gdansk, Pologne                | Pays inconnu | Pays inconnu | Pays inconnu |
| 29 juin      | Lommel, Belgique               | Pays inconnu | Pays inconnu | Pays inconnu |
| 20 juillet   | Strassbessenbach, Allemagne    | Pays inconnu | Pays inconnu | Pays inconnu |
| 17 août      | Madona, Lettonie               | Pays inconnu | Pays inconnu | Pays inconnu |
| 7 septembre  | Vesoul, France                 | Pays inconnu | Pays inconnu | Pays inconnu |
| 21 septembre | Rudersberg, Allemagne          | Pays inconnu | Pays inconnu | Pays inconnu |